# Stefano Ardito
Stefano Ardito (Roma, 15 luglio 1954) è uno scrittore, alpinista, regista, fotografo e conduttore televisivo italiano.

## Biografia

### Attività giornalistica
Si occupa da sempre di reportage di viaggi, montagna e alpinismo, sentieri e trekking, natura e aree protette, scienza, storia.  Giornalista, scrittore, fotografo e documentarista ha trasformato in una professione la sua passione di camminatore, alpinista e viaggiatore che lo ha portato tra l’altro in Himalaya, nel Sahara, in Patagonia, Argentina, Giordania, Grecia, Pakistan e in Antartide. Come scrittore è autore di numerosi libri, di un centinaio di guide e di molti documentari televisivi; ha scritto e scrive per alcuni dei più importanti quotidiani e periodici italiani. Ha collaborato con numerosi parchi nazionali e regionali, e ideato numerosi importanti itinerari di trekking. È riconosciuto come una delle voci più autorevoli in Italia in materia di montagna e alpinismo, di sviluppo turistico sostenibile e di conservazione della natura.
Negli anni 1990 ha avuto un grande successo televisivo nel programma Geo (programma televisivo) come conduttore affrontando i temi dell'ambientalismo e dell'avventura sotto ogni punto di vista. Per il programma ha realizzato decine di documentari. Co-fondatore dell'organizzazione ambientalista Mountain Wilderness e uno degli ideatori del Sentiero Italia, oggi Sentiero Italia CAI, un sentiero di montagna che attraversa l'intero territorio italiano. Scrive di natura, montagna e viaggi per siti, riviste e quotidiani: il messaggero, Meridiani montagne, Plein Air, La Rivista del CAI, montagna.tv, www.foglieviaggi.cloud. Saltuaria la collaborazione con Il Mattino e Il Gazzettino.
Ha collaborato con La Repubblica, Il Venerdì di Repubblica, Specchio (il settimanale de La Stampa), Montagne 360°, Il manifesto e il suo supplemento In movimento, Airone, Paese Sera, Nuova Ecologia, Weekend Viaggi, Viaggi e Sapori. Ha anche collaborato alla collana Le montagne incantate (2019-2020) edita da GEDI e dal CAI, ed è coordinatore della collana Cammini e sentieri (GEDI- White Star, 2020 e 2021), dedicata agli itinerari a piedi in Italia e in Europa. Dal 2017 dirige la collana Duemilanovecentododici dell'editore Ricerche & Redazioni, dedicata all’alpinismo sul Gran Sasso e sul resto dell'Appennino.

## Premi
Nel 2015 ha vinto il Premio della Montagna del Premio Cortina d'Ampezzo con il volume Alpi di guerra, Alpi di pace e nel 2020 il Premio Selezione del Premio Bancarella con il volume Alpini, entrambi pubblicati da Corbaccio.
Nel 2018 vince il Premio Nazionale di Cultura Monte Caio con il libro Alpi di guerra, Alpi di pace ex aequo con Il fuoco e il gelo di Enrico Camanni

## Televisione
- Geo (programma televisivo) (Rai 3, 1991-1993)

## Libri
- La grande avventura, Milano, Corbaccio, 2014, ISBN 978-88-63806-22-9.
- Storia dell'alpinismo in Abruzzo, Roma, Ricerche & Redazioni, 2013, ISBN 978-88-88925-66-0.
- Alpi di guerra, Alpi di pace, Milano, Corbaccio, 2014, ISBN 978-88-63809-33-6.
- Il Sentiero Silone, Roma, Ricerche & Redazioni, 2015, ISBN 978-88-88925-82-0.
- Parco di Veio, guida ai borghi e ai sentieri, Subiaco, Iter Edizioni, 2016, ISBN 978-88-8177-262-9.
- Vette facili nelle Dolomiti, Milano, Touring Club Italiano, 2016, ISBN 978-88-36569-60-1.
- Le 50 ciaspolate più belle d’Abruzzo, Subiaco, Iter Edizioni, 2016, ISBN 978-88-8177-265-0.
- Sentieri nel Parco Sirente-Velino, Subiaco, Iter Edizioni, 2016, ISBN 978-88-8177-253-7.
- Incontri ad alta quota, Milano, Corbaccio, 2017, ISBN 978-88-6700-329-7.